# Детский отдых (журнал)
Детский отдых — русский ежемесячный иллюстрированный литературный журнал для детей старшего возраста.
Журнал издавался в 1881—1907 годах, сначала в Москве, а затем в Санкт-Петербурге.

## История
Создан Марией Александровной Мамонтовой, в девичестве Лялиной (1847—1908) — супругой книгоиздателя А. И. Мамонтова. Она являлась издателем, редактором, а зачастую и автором многих художественных произведений и статей. Журнал выходил и какое-то время после её смерти: несколько лет его выпускал сын Мамонтовых — Михаил.
Издавался в 1881—1907 (по март). Издатель — Н. А. Истомина (1881—1887); редактор — П. А. Берс (1881—1882), В. К. Истомин (1883—1887) и др.
Публиковал беллетристические произведения, популярные статьи по естествознанию, географии, физике, об инженерном деле («Постройка мостов»), различных промыслах («Соль и её добывание»).
Журнал стремился воспитать молодое поколение в духе любви к «царю-батюшке», в духе патриотизма и мещанской морали.